# 天理ラーメン
天理ラーメン（てんりラーメン）とは、奈良県天理市の「ご当地ラーメン」である。白菜を主体とした野菜の具が特徴のラーメンである。

## 概要
奈良県内のラーメン店では「スタミナラーメン」と呼ばれるラーメンを提供している店がほとんどである。定食屋でも提供する店もある。
そういったスタミナラーメンの元祖と呼べるものが天理市に本社を持つ「彩華」である。1999年にチェーン店「天理スタミナラーメン」を展開する「有限会社なかい」が「天理スタミナラーメン」「天スタ」を商標登録申請し、翌年に登録されたため、他店ではこの名称が使えなくなったという事情もある。

## 特徴

### 彩華ラーメン
「元祖天理ラーメン」とも呼ばれる。
ニンニクの使用量が多い醤油ベースのピリ辛ラーメンである。
具材は、中華鍋にラー油とラードを加熱し、白ネギ、ニンニク、豚バラ肉、大量のハクサイ、ニラ、にんじんを炒め、豚骨と鶏ガラでとったスープを加え、特製の醤油ダレと辣醤を入れる。ゆであげた麺に、このスープをかける。

### 天理スタミナラーメン
チェーン店「天理スタミナラーメン」で提供されているスタミナラーメン。
スープはトンコツを24時間煮込んだものを使用するため、彩華ラーメンよりクリーミーな印象がある。
使用する食材は彩華ラーメンと同様であるが、彩華ラーメンと比べると白菜がしっかりしていて、アッサリしているという意見がある。

## インスタントラーメン
2009年7月27日、奈良県天理市のラーメンとして「寿がきや食品株式会社」がインスタントラーメン「奈良天理ラーメン」を発売した。本製品には「全国麺めぐりシリーズ第4弾の奈良天理醤油ラーメン」と表記されている。ノンフライ麺のカップ麺であり、鶏ガラと豚骨ベースのスープでトウガラシ・ニンニク・白菜が入ったラーメンとなっている。